# Flugplatz Beelen

i7
i11
i13
Der Flugplatz Beelen (ICAO-Code: EDLQ) ist ein Sonderlandeplatz im Gebiet der Gemeinde Beelen in Nordrhein-Westfalen. Er wird durch die Dingwerth Logistik GmbH betrieben.

## Lage
Der Flugplatz liegt etwa 2,5 km westlich von Beelen im Kreis Warendorf. Naturräumlich liegt er im Münsterländer Becken.

## Flugbetrieb
Der Flugplatz ist zugelassen für Motorflugzeuge. Flüge von nicht am Platz ansässigen Flugzeugen bedürfen der vorherigen Genehmigung des Betreibers (PPR). Der Flugplatz verfügt über eine 490 m lange und 30 m breite Start- und Landebahn aus Gras. Er wurde am 8. April 2010 genehmigt.